# Pingasa rufofasciata
Pingasa rufofasciata là một loài bướm đêm trong họ Geometridae.